# Nesticus ambiguus
Espèce
Nesticus ambiguus est une espèce d'araignées aranéomorphes de la famille des Nesticidae.

## Distribution
Cette espèce est endémique de Tanzanie.

## Publication originale
- Denis, 1950 : Spiders from East and Central African mountains collected by Dr. G. Salt. Proceedings of the Zoological Society of London, vol. 120, p. 497-502.